# Nyári Darinka
Nyári Darinka (1981. január 29. –) magyar színésznő.

## Életpályája
1981-ben született. 2002-ben végzett a Gór Nagy Mária Színitanodában. Tanulmányai alatt játszott a Piccolo Színházban, valamint a Fiatalok Színházában. Egy évig volt az ATV szerkesztő-műsorvezetője is. 2002-től rendszeresen szerepel a Madách Színház előadásaiban, valamint vidéki színházakban és független produkciókban is.
2008-ban a Szegedi Tudományegyetem Bölcsészettudományi Karán szerezte diplomáját, kommunikáció szakon. 2008-ban férjével létrehozták az EzerARTs készségfejlesztő és alkotóműhelyt, ahol 9 éven át foglalkoztak gyerekekkel.

### Magánélete
Férje Kiss Ernő Zsolt színész, kislányuk Kiss Nyári Zoé.

## Fontosabb szerepei
- Katonadolog (Hegedűs Jutka)
- Valahol Európában (Éva)
- Atlantis (Kiala)
- Volt egyszer egy csapat (Protestáns lány)
- Isten Pénze (Fanny)
- Chicago (Gajda)
- Rongyláb (Urleen)
- Made in Hungária (Gretchen)
- Vámpírok bálja (Ensemble, Kórusvezető)
- Jézus Krisztus Szupersztár (Feleség)
- Sakk (Riporter)
- Rent (Joanne)
- Grease (Jan)
- Shrek (Medve mama)
- József (Narrátor)

## Filmes és televíziós szerepei
- Jóban rosszban (2011–2022) – Várnai Vilma